# Кунавино (Псковская область)
Кунавино — деревня на юго-востоке Бежаницкого района Псковской области. Входит в состав сельского поселения Бежаницкая волость.
Расположена в 4 км к северу от центра посёлка Бежаницы, примыкая к восточной границе северной части городского поселения «Бежаницы».
Численность населения деревни составляет 47 жителей (2000 год).